# Аров, Борис Лазаревич
Борис Лазаревич Аров (укр. Борис Лазарович Аров; 1 мая 1919, Аджамка, Херсонская губерния — 11 января 2016, Николаев) — советский журналист, более 70 лет проработал в газете «Южная правда» города Николаева, краевед.

## Биография
Родился в 1919 году в с. Аджамка Херсонской губернии, еврей, настоящая фамилия — Аранчук.
С 1921 года проживал в Николаеве. Окончил школу-семилетку и поступил в судостроительный техникум.
В 1937 году в возрасте 18 лет по рекомендации горкома комсомола направлен в редакцию газеты «Більшовицький шлях».
Участник Великой Отечественной войны с августа 1941 года, при захвате Николаева немцами оставил отступил из города в радях истребительного батальона.
С декабря 1941 года в действующей армии, член ВКП(б), с 1943 года — пропагандист в 3108-м эвакуационном госпитале, с которым с августа 1944 по май 1945 года был в составе Карельского фронта, а с мая по август 1945 — Первого Дальневосточного фронта, демобилизован в октябре 1945 года в звании капитана.
Награждён орденами Отечественной войны I степени (1985), Красной Звезды (1944), медалью «За победу над Германией».
После войны — вернулся на работу в газету, получившую название «Южная правда», проработал в неё более 70 лет.
Окончил заочное отделение филфака Николаевского педагогического института.
В 1957 году совместно с Маргаритой Саенко написал пьесу «Партизанская искра», поставленную Николаевским театром, в числе авторов постановки удостоен Премии ЦК ЛКСМУ им. Н. Островского.
Совместно с Эмилем Январёвым был автором сценариев ряда документальных фильмов о николаевцах — «До свиданья, корабли» и «Незримый пассажир» о писателе Адриане Топорове.
До конца дней работал в газете, активный общественник города Николаева, краевед - автор ряда книг с очерками о жителях города.
Умер в 2016 году в Николаеве.

## Память
В 2021 году в Николаеве на стене дома на ул. Московской, 31, где он прожил 67 лет. была открыта мемориальная доска работы известного николаевского скульптор Виктор Макушин.

## Публикации
Книги:
- Акварели родного города: о Николаеве и николаевцах: очерки, интервью, встречи / Б. Л. Аров. — Николаев: Атолл, 2002. — 348 с.
- Дорогие мои земляки: очерки, интервью, встречи / Б. Л. Аров. — Херсон: Наддніпрянська правда, 1994. — 174 с.
- Мелодии наших судеб: о Николаеве и николаевцах вчера, сегодня, в будущем… / Б. Л. Аров. — Николаев: Издательство Ирины Гудым, 2015. — 260 с.